# Holker Lehmann
Holker Lehmann (* 20. September 1957) ist ein früherer deutscher Biathlet der DDR.
Holker Lehmann begann 1967 mit dem Biathlonsport. Ab 1970 wohnte er in Dippoldiswalde und startete für die SG Dynamo Zinnwald.  Er gewann bei den DDR-Meisterschaften im Biathlon 1976 gemeinsam mit Dietmar Nitzsche und Günter Bartnik in der Staffel die Bronzemedaille. Seine Karriere im Aktivenbereich beendete er bereits ein Jahr später. Zwischen 1979 und 1996 nahm er insgesamt elfmal an den alljährlich stattfindenden Wiedersehensrennen in Altenberg teil.